# Postelový scény
Postelový scény je název alba kapely Sto zvířat, které bylo vydáno v roce 2009.

## Seznam skladeb
1. Nástěnka

2. Erotickej film

3. Přístav domácího štěstí

4. Královna temných spádů

5. Víno s klokanem

6. Recept

7. Havran

8. Návod jak ji sbalit

9. Ikaros pro chudý

10. Mrtvej pán

11. Bez tebe

12. U nás se dojídá

13. Nevýchovnej koncert